# Dicranomyia (Dicranomyia) mitis
Dicranomyia (Dicranomyia) mitis is een tweevleugelige uit de familie steltmuggen (Limoniidae). De soort komt voor in het Palearctisch gebied.